# Râul Mono
Mono este un râu în vestul Africii. El traversează statele Benin și Togo, iar apoi se varsă în Oceanul Atlantic, printr-un sistem de lagune și lacuri, printre care și lacul Togo.